# 렘 (프로게이머)
렘(본명: 이현서, 1997년 1월 29일 ~ )은 대한민국의 리그 오브 레전드 프로게이머로 아이디는 reM이다. 포지션은 미드라이너이다.

## 선수 생활
2016년 5월, 스베누 코리아에 입단했다. 렘은 서머 시즌 팀의 챌린저스 준우승에 기여했다. 2016년 9월 팀에서 퇴단했다.
2017년 6월, 라이징 스타 게이밍에 입단했다. 렘은 라이징 스타 게이밍의 주전 미드라이너로 활동했다. 2019년 10월, 팀에서 퇴단했다.

## 소속팀
| # | 팀명               | 소속 기간             | 소속 리그 | 비고 |
| - | ------------------ | --------------------- | --------- | ---- |
| 1 | 스베누 코리아      | 2016.05.12~2016.09    | CK        |      |
| 2 | 라이징 스타 게이밍 | 2017.06.02~2019.10.01 | CK        |      |

## 수상 내역
- 리그 오브 레전드 챌린저스 코리아 서머 2016 준우승
- 제닉스 리그 오브 레전드 챌린저스 코리아 스프링 2019 준우승